# Mamas von Kappadokien

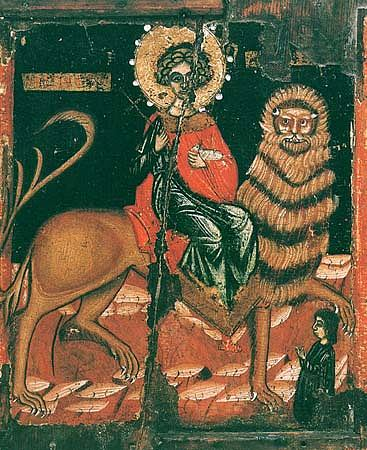
Der heilige Mamas (Ikone, 18. Jh.)

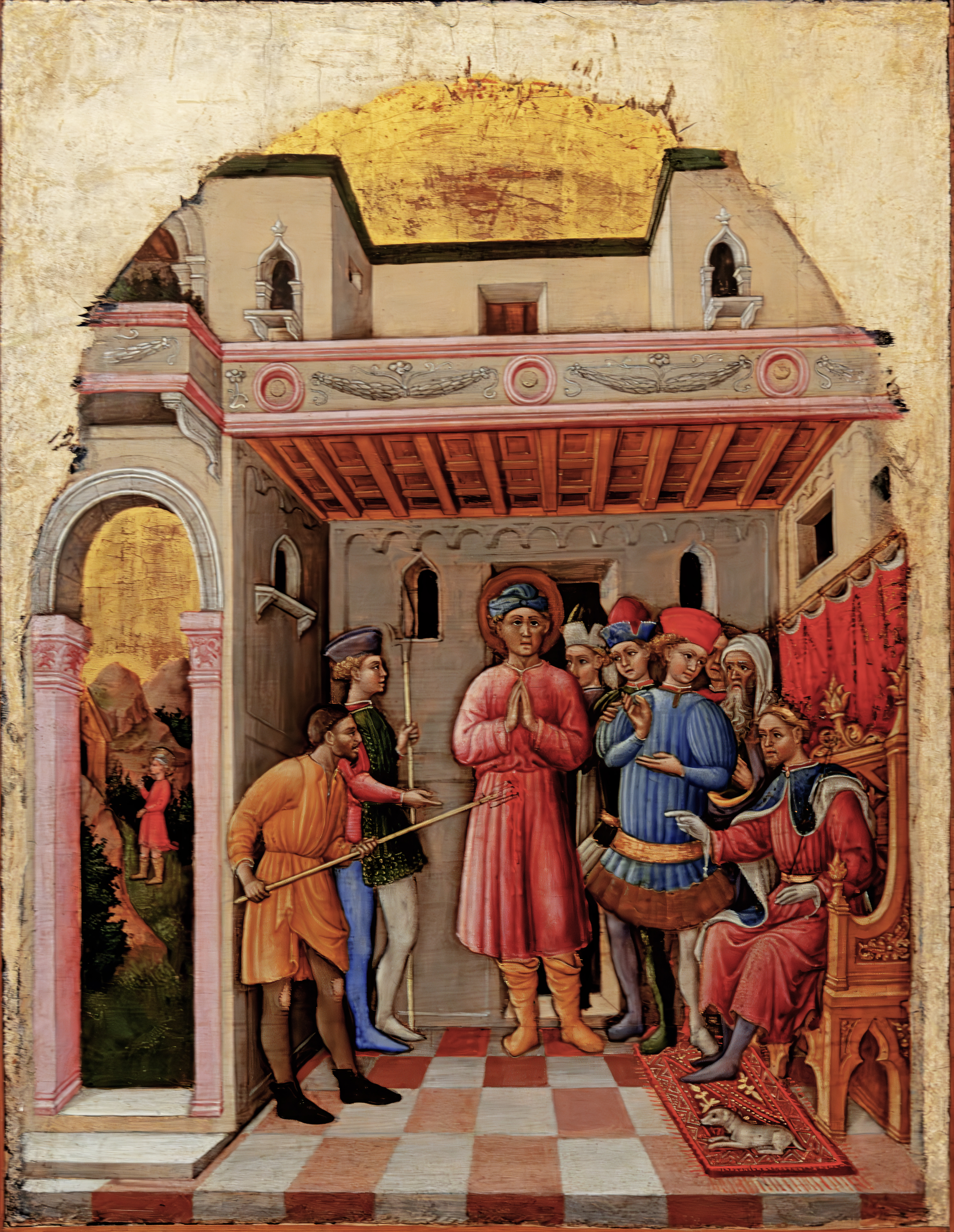
Francesco dei Franceschi – Martyrium des hl. Mamas (15. Jh.)

Mamas von Kappadokien oder Mamas von Caesarea (griechisch Μάμας, italienisch Mamante oder Mamete, französisch Mammès, spanisch Mamés) ist ein legendärer Märtyrer, der um das Jahr 275 zur Zeit des Kaisers Aurelian in Kaisareia in Kappadokien hingerichtet worden sein soll. Sein Festtag ist in der orthodoxen Kirche der 2. September, in der westlichen Kirche der 17. August.

## Vita
Die griechische, auch in syrischen und lateinischen Übersetzungen bekannte Lebens- und Wirkungsgeschichte des Mamas ist in mehreren voneinander stark abweichenden Fassungen überliefert. Demnach war er ein Hirte auf dem Berg Argaios (Erciyes), der wegen seines Bekenntnisses zum Christentum verhaftet und nach einem Prozess im Stadion von Kaisareia hingerichtet wurde. Als legendäres Motiv kommt hinzu, dass er auf dem Berg mit den wilden Tieren Gottesdienst gefeiert haben soll. Diesen Grundmotiven seiner Geschichte verdankt Mamas die bis heute andauernde Bedeutung als Patron der Hirten.
Eine nur in lateinischer Übersetzung überlieferte frühe Fassung der Vita ergänzt eine Jugendgeschichte, der zufolge Mamas ein Waisenkind war und von einem Bischof namens Taumasius in Kaisareia aufgezogen wurde. 
Eine andere Fassung der Vita macht ihn zum Kind einer reichen Familie aus Gangra in Paphlagonien, das nach dem frühen Tod seiner Eltern bei einer Witwe namens Matrona aufwächst, im Alter von zwölf Jahren seine Mitschüler zum Christentum bekehren will und deshalb in Aigai in Kilikien auf Befehl des Aurelianus hingerichtet wird. Diese „aristokratische“ Vita ist nur als erster Teil eines kombinierten Textes überliefert, in dem Mamas kurz vor seiner Hinrichtung in Aigiai von einem Engel auf den Berg bei Kaisareia versetzt wird; es folgt die bereits bekannte Geschichte vom Leben als Hirte und der Hinrichtung in Kaisareia.
In den verschiedenen Fassungen der Vita schwankt das Alter des Mamas zur Zeit seiner Hinrichtung zwischen 12 und 18 Jahren.
Im späten Mittelalter wurde Mamas besonders auf der Insel Zypern verehrt. Nach einer zuerst bei Leontios Machairas überlieferten Legende wurde er in Alanya von den Türken ermordet. Seine Eltern übergaben seinen Sarg dem Meer, der nach Zypern schwamm. Später wurde Mamas ganz zum Zyprioten gemacht: Er lebte auf der Insel als Einsiedler und ritt auf einem Löwen, ein Motiv, das auch vorher schon vereinzelt belegt ist. Das Grab des Mamas auf Zypern befindet sich im Kloster von Morfou (derzeit Güzelyurt).
Nach einer weiteren Legende war er als Einsiedler wegen Nichtzahlung einer Kopfsteuer verhaftet worden. Als er – auf einem Löwen reitend und ein Lamm auf dem Schoß haltend – im Palast des Statthalters eintraf, wurde ihm lebenslange Steuerfreiheit zugesichert. Daher gilt er als Schutzpatron der Steuerberater (außerdem auch der Finanzbeamten, Steuerpflichtigen und Steuerhinterzieher). Diese Geschichte wurde zum Teil in die Zeit der türkischen Eroberung Zyperns (1571) verlegt.

## Reliquie
Die Reliquie des Mamas befand sich bis ins 6. Jahrhundert in Kayseri und wurde dann nach Istanbul überführt. Von dort kam im Jahr 1209 sein Haupt in die Kathedrale von Langres in Frankreich.
Auch die Stadt Morfou (aktuell Güzelyurt) auf Zypern erhebt den Anspruch, das Grab des Mamas zu beherbergen.

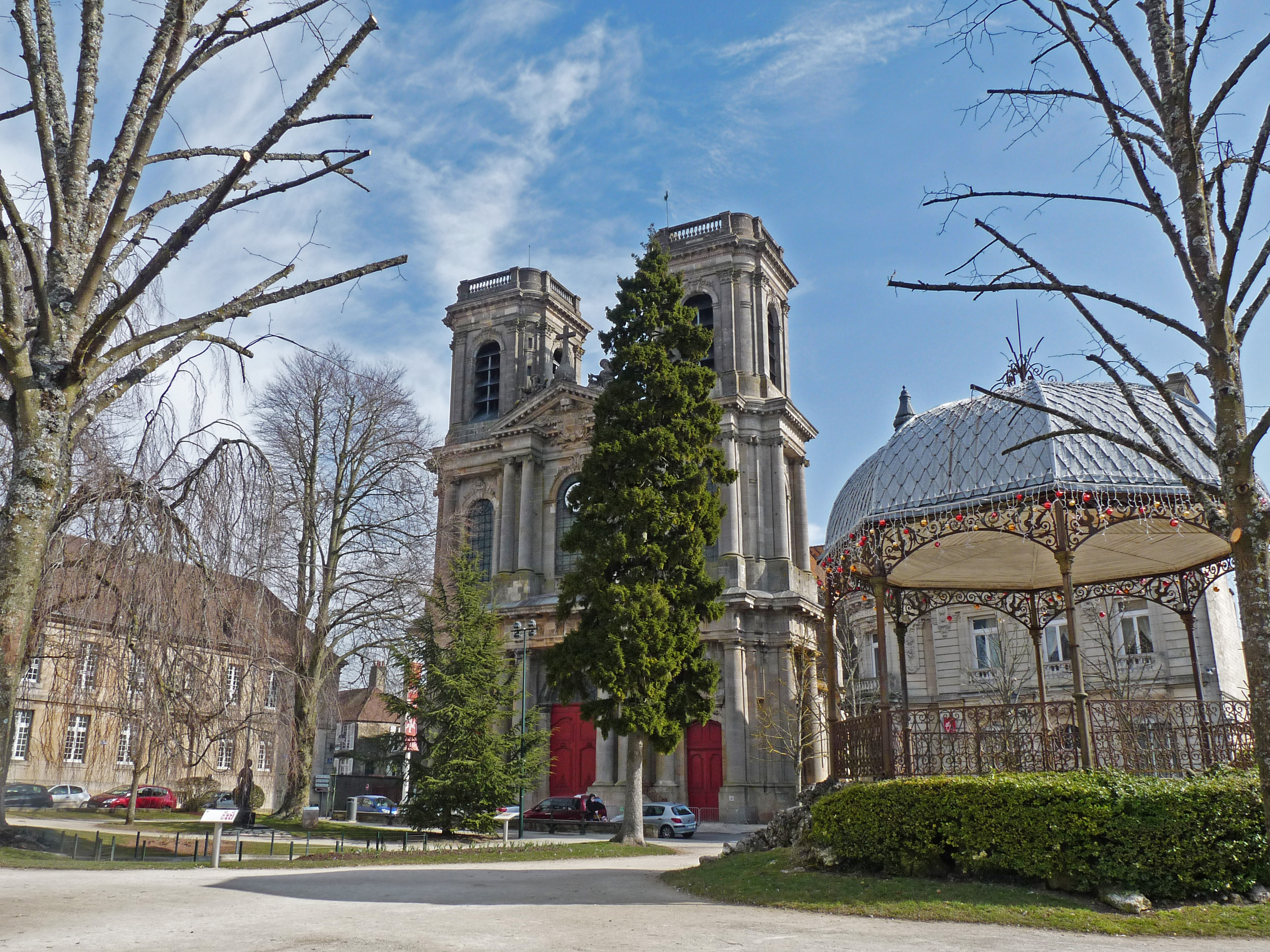
Kathedrale von Langres

## Verehrung
Die ersten Hinweise auf seine Verehrung finden sich bei Basileios dem Großen und Gregorios von Nazianzos. Auf Zypern sind ihm 60 Kirchen geweiht und in Griechenland über 30 – meist auf dem flachen Land. Zwei Orte in Westeuropa tragen seinen Namen: São Mamede in Portugal und Saint-Mammès in Frankreich; darüber hinaus sind ihm mehrere Kirchen geweiht (darunter die Kathedrale von Langres). Die Kirche St. Mammas in Neu-Ulm gilt als die einzige deutsche Kirche mit diesem Patrozinium.
Mamas gilt als Schutzpatron des Viehs und der Hirten, aber auch der Steuerbeamten.

## Ikonografie
Mamas wird auf Miniaturmalereien der byzantinischen Zeit als junger Hirte, auf neuzeitlichen Ikonen auf einem Löwen reitend dargestellt; oft trägt er einen Hirtenstab.